# Klaus Cabjolsky
Klaus Cabjolsky (Berlín, 1922 - Buenos Aires, 2007) fue un destacado pianista que tras sus primeros años de formación en Alemania se radicó en Argentina, donde dejó escasas pero admirables grabaciones. Cabjolsky destacó por sus notables interpretaciones de obras clásicas y por su particular forma de transmitir a discípulos y oyentes su concepción interpretativa, que quedó plasmada en su propio método de enseñanza.

## Biografía
Klaus Cabjolsky nació en 1922 en Berlín, hijo del Dr. Helmut Cabjolsky y Hedwig Behrend, fundadores de La Cumbrecita. Realizó estudios en Alemania, donde se prefeccionó con Artur Schnabel y Alexander Borowsky. A los 11 años de edad, viajó con su familia a la Argentina, estableciéndose en Buenos Aires. Allí estudió con Rita Kurzmann-Leuchter y Hubert Brandenburg. Después de una variada actividad solística y pedagógica en círculos europeos y argentinos, formó parte de un conjunto de música de cámara bajo la dirección de Ljerko Spiller, junto con quien ofreció audiciones y ciclos de trío, cuarteto y quinteto. 

## Obra
En su actividad pedagógica como formador de pianistas, hizo especial hincapié en la indagación interpretativa, en la detención que lleva a una interpretación plena de las grandes obras, con lo que no sólo logró entusiasmar a jóvenes músicos sino también generar un nuevo entendimiento profundo en pianistas ya formados. Klaus Cabjolsky no entendía la interpretación simplemente como "don", sino también como "disciplina diaria, básica e impostergable".
En 1998 publicó su método de enseñanza para principiantes bajo el título "Escuela de interpretación. Piezas magistrales para pequeños maestros", donde aboga por una "práctica integral" que desplace la "larga tradición romántico-moderna" que ha llevado a que el entendimiento "técnico de la técnica" deje de lado elementos centrales en la formación de músicos. 
En la nota introductoria a su volumen, destaca entre otros el jazz, más allá de su valor intrínseco, como mediador hacia otros géneros.
Klaus Cabjolsky, además de ser un músico excelso, siempre subrayó la importancia de fomentar una formación musical general que vuelva a gestar un público capaz de descubrir los mundos sonoros e interpretativos de las antiguas y nuevas composiciones.
Cabjolsky fue un gran lector de obras filosóficas y dejó innumerables reflexiones y comentarios en forma de apuntes.

## Textos de Klaus Cabjolsky
- Zur Theorie des Klavierspiels. Bach und der "Klavierstil". Ein kritisch-didaktischer Beitrag

(Sobre la teoría de cómo tocar el piano. Bach y el "estilo pianístico". Un aporte crítico-didáctico).
- Escuela de interpretación. Piezas magistrales para pequeños maestros. Ed. Lagos, Buenos Aires. 1998.